# تروي إدواردز
تروي إدواردز (بالإنجليزية: Troy Edwards)‏ (21 يناير 1964 بكورال غيبلز في الولايات المتحدة - ) هو مدرب كرة قدم ولاعب كرة قدم أمريكي في مركز الدفاع. لعب مع كولورادو رابيدز وFort Lauderdale Strikers (1988–1994) ‏ وCanton Invaders ‏ وميامي فريدوم ‏ وMyrtle Beach Boyz ‏.

## وصلات خارجية
- تروي إدواردز على موقع الدوري الأمريكي (الإنجليزية)
- تروي إدواردز على موقع قاعدة بيانات كرة القدم.إي يو (الإنجليزية)